# Millardia
Millardia é um género de roedor da família Muridae.

## Espécies
- Millardia gleadowi (Murray, 1886)
- Millardia kathleenae Thomas, 1914
- Millardia kondana Mishra & Dhanda, 1975
- Millardia meltada (Gray, 1837)